# Arno Hochmuth

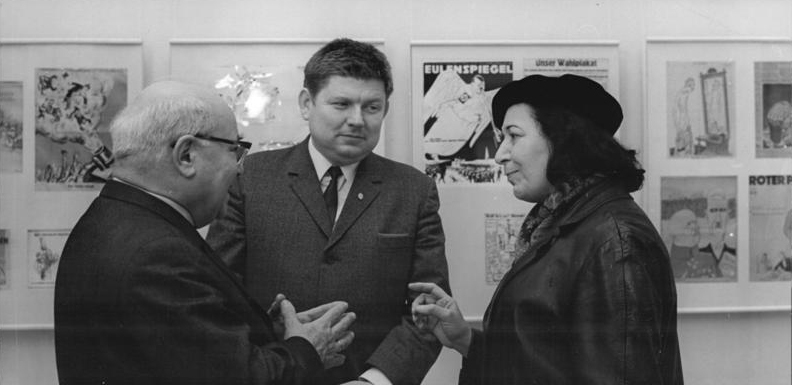
Arno Hochmuth (Mitte) mit Sándor Ék und Lea Grundig (1970)

Arno Hochmuth (* 27. Februar 1930 in Berlin; † 16. Juni 2012) war ein deutscher Literaturwissenschaftler und hoher SED-Kulturfunktionär.

## Leben

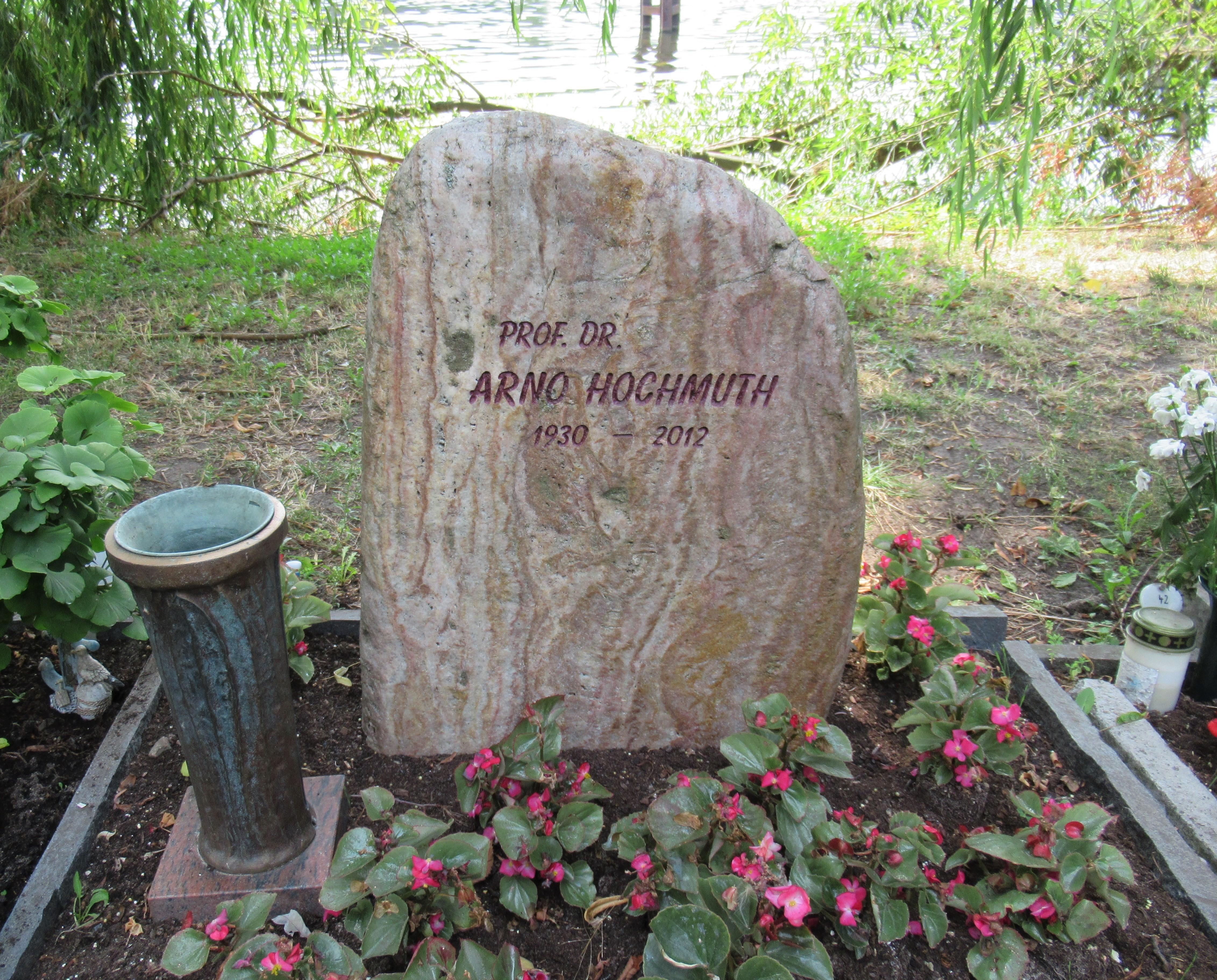
Arno Hochmuths Grabstein auf dem Friedhof Stralau

Hochmuth stammt aus einer Arbeiterfamilie. Nach dem Abitur 1948 absolvierte er bis 1951 ein Lehrerstudium mit den Fächern Deutsch und Geschichte an der Ostberliner Pädagogischen Hochschule und war von 1951 bis 1957 Dozent am Institut für Lehrerbildung. 1952 wurde Hochmuth Mitglied der SED. 1958–1962 war er Aspirant am Institut für Gesellschaftswissenschaften (IfG) beim ZK der SED, im Juli 1962 wurde er mit dem Thema „Die Fäulnis des imperialistischen Systems als gesellschaftliche Grundlage der Apologetik der Dekadenzliteratur in Westdeutschland“ promoviert. Bis 1966 arbeitete er dann als Dozent am Lehrstuhl für Literatur und Kunstwissenschaft des IfG. 1966 bis 1972 war er Leiter der Abteilung Kultur des ZK. 1972 wurde Hochmuth Ordentlicher Professor an der Sektion Ästhetik-Kunstwissenschaften der Humboldt-Universität zu Berlin, seine Habilitation (Dissertation B) folgte erst 1987 mit dem Thema „Entwicklungsstufen des theoretischen Umgangs mit zeitgenössischer nichtsozialistischer Literatur in der DDR-Literaturwissenschaft“. Zwischen 1979 und 1981 war er ferner Chefredakteur der Literaturzeitschrift Temperamente, von 1963 bis zur Auflösung 1990 außerdem Präsidialratsmitglied des Kulturbundes, von 1977 an dessen Bezirksleitungsvorsitzender in Berlin. Seit 1990 PDS-Mitglied, ging Hochmuth im September 1990 als Professor in den vorzeitigen Ruhestand.

## Veröffentlichungen (Auswahl)
- Literatur und Dekadenz. Kritik der literarischen Entwicklung in Westdeutschland. Dietz, Berlin 1963.
- (Hrsg.): Literatur im Blickpunkt. Zum Menschenbild in der Literatur der beiden deutschen Staaten. Dietz, Berlin 1965.
- Die »zweite Kultur« in der imperialistischen Gesellschaft. Akademie für Weiterbildung beim Ministerium für Kultur, Berlin 1979, DNB 810083264.